# Гун-ди (Западная Вэй)
Император Западной Вэй Гун-ди ((西)魏恭帝; 537—557), личное имя Юань Ко (元廓), позднее сменил на Тоба Ко (拓拔廓), был последним императором Китайско-Сяньбийской династии Западная Вэй — одной из наследниц Северной Вэй. Он стал императором в 554 после старшего брата Фэй-ди, который был свергнут полководцем Юйвэнь Таем. У него было очень мало власти, и в 556, после смерти Тая, его племянник Юйвэнь Ху, служивший в страже Юйвэнь Цзюэ, заставил Гун-ди уступить трон Юйвэнь Цзюэ, что положило конец Западной Вэй и стало началом Северной Чжоу. Бывший император был убит 557. Потому, что другая династия-наследница Северной Вэй, Восточная Вэй, пала в 551, Гун-ди может считаться последним императором Вэй в целом.

## Происхождение
Юань Ко родился в 537, был четвёртым сыном Вэнь-ди. Мать неизвестна. В 548 году император Вэнь-ди сделал его ваном Ци. Тем не менее, ничего известно о его деятельности во время его царствования отца, во время которого Юйвэнь Тай держал власть. Вэнь-ди умер 551 и его сменил сын Юань Цинь. Когда Юань Ко был ваном, он женился на дочери генерала Жогань Хуэй (若干惠).
В 554 году император Фэй-ди, договорился с чиновником Юань Ли (元烈) в 553, чтобы убить Юйвэнь Тая. Однако, план был раскрыт, и Юйвэнь сверг его. Он выбрал брал Юань Ко вместо императора Фэй-ди и сделал его императором Гун-ди. Одновременно, Юйвэнь изменил императорскую фамилию с Юань на Тоба, что вернуло её к старому сяньбийскому оригиналу. (Сяо Вэнь-ди (Северная Вэй) сменил фамилию с Тоба на Юань в 496).

## Правление
Император Гун-ди в ещё большей степени, чем его отец и брат, был подчинён Юйвэнь Таю. Он сделал свою жену, принцессу Жогань, императрицей. Позднее, в 554, Юйвэнь отравил свергнутого императора Фэй-ди. Позднее в том же году, армия направленная Юйвэнем под командованием Юй Цзиня(于谨) захватила столицу ЛянЦзянлин (江陵), (современный Цзянчжоу, Хубэй). Захватил и казнил императора Лян Юань-ди. Весной 555, император Гун-ди сделал Сяо Ча, племянника императора Юань-ди, императором Лян сюань-ди, но Сяо Ча не признает большинство лянских генералов и чиновников, которые признали, вместо него Сяо Юаньмина, его признали и в Северная Ци.
Позднее, в 555, Юйвэнь требует от Тоба Юя (拓拔育) вана Хуайаня предложить императору проект по сокращению званий многих ванов до князей, что император одобрил. Весной 556 года, Юйвэнь Тай, стремясь к чжоуским идеалам принудил императора начать реорганизацию правительства, которое было реорганизовано в 6 департаментов.
Осенью 556, в то время как Юйвэнь Тай объезжал Северные провинции, он заболел в Цяньтунь горах (牵屯山, в современной Гуюань, Нинся). Он вызвал своего племянника Юйвэнь Ху в Цяньтунь и поручил ему управление. Он вскоре умер, и его 14-летний сын Юйвэнь Цзюэ принял отцовский титул, а реальную власть получил Юйвэнь Ху. Император Гун-ди был вынужден сделать Юйвэня Цзюэ князем Чжоу.
Весной 557, Юйвэнь Ху, решив, что молодость не помешает Цзюэ стать императором, заставил Гун-ди отречься от престола в пользу Юйвэня Цзюэ, который провозгласил Северную Чжоу.

## Смерть
Юйвэнь Цзюэ (император Сяо Мин-ди) первоначально сделал Тоба Ко князем Сун. Но не прошло и двух месяцев, как Тоба Ко был убит. Его жена, бывшая императрица Жогань, стала буддийской монахиней.

## Семья
- Отец
  - Вэнь-ди
- Жена
  - Императрица Жогань (с 554)